# (5813) Eizaburo
(5813) Eizaburo es un asteroide perteneciente al cinturón de asteroides, región del sistema solar que se encuentra entre las órbitas de Marte y Júpiter, descubierto el 3 de noviembre de 1988 por Takuo Kojima desde la Estación Chiyoda, Japón.

## Designación y nombre
Designado provisionalmente como 1988 VL. Fue nombrado Eizaburo en homenaje a Eizaburo Nishibori, científico, alpinista y tecnólogo japonés que inventó un tubo de vacío superior. Contribuyó a los desarrollos industriales japoneses mediante la difusión de métodos de control de calidad. También fue el capitán de la primera fiesta de invernada de la Antártida japonesa.

## Características orbitales
Eizaburo está situado a una distancia media del Sol de 2,599 ua, pudiendo alejarse hasta 3,047 ua y acercarse hasta 2,151 ua. Su excentricidad es 0,172 y la inclinación orbital 11,26 grados. Emplea 1530,99 días en completar una órbita alrededor del Sol.

## Características físicas
La magnitud absoluta de Eizaburo es 12,7. Tiene 7,195 km de diámetro y su albedo se estima en 0,341. 